# Ус, Александр Анатольевич
Александр Анатольевич Ус (Усыскин) (род. 9 мая 1980, Москва, СССР) — российский бизнесмен, режиссёр, продюсер и художник. Основатель и креативный директор студии дизайна и мультимедиа Sila Sveta. Лауреат премии Russian Creative Awards.

## Биография
Александр Ус родился 9 мая 1980 года в Москве. В детстве сначала хотел стать дизайнером автомобилей, а затем режиссером. Учился в Национальном институте бизнеса на специальности «Управление персоналом».
В 2003—2004 годах снимал автомобильные программы для «Корбина ТВ».
В 2005 году Александр Ус, вместе с другом-предпринимателем, начал работу над световыми проекциями объявлений на зданиях, но спустя два года поняли, что хотят сделать световое шоу. На работу в этой сфере деятельности, Александра Уса в своё время вдохновил французский автор и постановщик грандиозных музыкально-световых шоу Жан-Мишель Жарр.
В 2007 году вместе с Алексеем Розовым основал студию Sila Sveta. Первые вложения в виде 14 китайских проекторов обошлись команде в 3 млн руб. Одним из первых проектов Уса и Розова стал интернет-магазин футболок Mary Jane. Первой масштабной работой стало шоу в Русском музее, затем был перезапуск Останкинской башни (его команда осветила все 540 м), Экономический форум в Санкт-Петербурге, проект «Крыши мира».
Реализовал многочисленные проекционные шоу (от футуристического оммажа Малевичу на стенах Третьяковской галереи до мэппинга «Лебединого озера» на фасаде Большого Театра), световое шоу Полины Гагариной на «Евровидении» и Halsey на фестивале Coachella, а также создал постоянную инсталляцию в Центральном музее ВОВ.
В разные годы, как постановщик концертных выступлений Александр Ус сотрудничал с Билли Айлиш, Дрейком, Оливией Родриго, Карди Би, Offset, Иваном Дорном и т.д. Занимался световым оформлением фестивалей Arma и Signal.
В 2017 году участвовал в создании центральной инсталляции для бала института костюма Met Gala. Работа представляла собой своеобразную инстаграм-фотобудку: в этом пространстве канадский фотограф и режиссер Гордон фон Штайнер сделали серию видеопортретов гостей специально для Vogue US. Идея альтернативной фотобудки принадлежала Анне Винтур.
Студию Sila Sveta, основанная Александром Усом, называют[кто?] одним из самых коммерчески успешных проектов современности в сфере интерактивных медиа. Проекты компании в области интерактивных инсталляций и презентаций для BMW, Porsche, Mercedes-Benz и Audi были многократно отмечены как лучшие креативные события и лончи в автомобильной индустрии.
В декабре 2021 года Александр Ус победил в номинации «Продюсер года в сфере креативных индустрий» премии Russian Creative Awards.

## Награды
| Год  | Премия                  | Категория                                    | Результат |
| ---- | ----------------------- | -------------------------------------------- | --------- |
| 2021 | Russian Creative Awards | «Продюсер года в сфере креативных индустрий» | Победа    |